# Darreh Chel
Darreh Chel (persiska: درّه چی, درّه چل, دَرِّه چِ, Darreh Chī, دره كل) är en ort i Iran.   Den ligger i provinsen Kohgiluyeh och Buyer Ahmad, i den centrala delen av landet, 500 km söder om huvudstaden Teheran. Darreh Chel ligger 926 meter över havet och antalet invånare är 241.
Terrängen runt Darreh Chel är kuperad norrut, men söderut är den bergig. Darreh Chel ligger nere i en dal. Runt Darreh Chel är det ganska glesbefolkat, med 47 invånare per kvadratkilometer. Närmaste större samhälle är Landeh, 16,4 km väster om Darreh Chel. Omgivningarna runt Darreh Chel är i huvudsak ett öppet busklandskap.